# Бобі Сінгер
Бобі Сінгер (англ. Bobby Singer) — вигаданий персонаж американського містичного серіалу Надприродне, створеного компанією Warner Brothers.
Мисливець, експерт демонології і міфології. «Другий батько» для Вінчестерів. У Бобі є величезна бібліотека зі старими книгами, з яких він черпає інформацію. Він справжній «диспетчер» мисливців за надприродним.

## Історія
Бобі Сінгер народився в 1950 році і виріс у нещасливій родині. Його батько Ед Сінгер був п'яницею і домашнім тираном, постійно бив дружину і сина за кожну дрібницю. Під час однієї з таких сварок, коли Ед принижував і збирався побити дружину, маленький Бобі взяв гвинтівку і попередив батька, що вб'є його, якщо він ще раз зачепить його або мати. Але Ед не послухав попереджень сина, і Боббі вистрілив батькові в голову, а потім сховав тіло. Мати, як вічна жертва чоловіка-тирана, дорікала сина за його вчинок. Це в подальшому відбилося на життя Бобі, він повірив, що стане поганим батьком, і почав пити, а також не хотів заводити дітей, що призводило до сварок з дружиною.
Бобі став мисливцем після смерті дружини, яка померла через демона який вселився в неї. Вона була одержима, і це змусило Бобі вбити її (тоді Бобі не були відомі способи вигнання демонів). Тоді ж Бобі познайомився з Руфусом Тернером, який став його наставником, а після напарником. Але в якийсь момент Бобі з Руфусом розсварилися і далі працювали поодинці. Бобі також був знайомий з Джоном Вінчестером і нерідко допомагав йому. Зокрема допомагав зробити захисні ящики для проклятих предметів і брав до себе його синів, коли Джон їхав на полювання один. Однак з якоїсь причини вони посварилися, і Бобі навіть хотів застрелити Джона. Бобі відноситься до Сема і Діна як до своїх синів. Коли братам потрібна допомога, вони звертаються до Бобі, який шукає інформацію про надприродну істоту, на яку полюють брати, вивчаючи стародавні і рідкісні книги з його величезної домашньої бібліотеки.

## Біографія
Власник «Singer Salvage Yard», Боббі Сінгер вперше був представлений у надприродний світ, коли його дружина Карен стала одержимою демоном. Як детально описується в епізоді третього сезону «Dream a Little Dream of Me», він не знав, як її врятувати, і натомість його змусили вбити. Її смерть спонукала його присвятити своє життя полюванню на надприродних істот. Пізніший епізод «Death's Door» розширився на цьому, показавши, що остання розмова Боббі з дружиною була аргументом про його небажання мати дітей, а також виявилось, що його батько був жорстоким чоловіком, якого Боббі застрелив, коли був дитиною (його мати згодом кажучи йому, що Бог покарає його за це). Боббі розмірковував, що приклад батька змусив його боятися стати жорстоким чоловіком на той випадок, якщо він стане батьком таким же поганим, як його батько.
Після смерті Мері Вінчестер її чоловік Джон став мисливцем, врешті-решт зв'язавшись з Боббі і навчившись у нього. Недовірливий до більшості мисливців, Боббі є одним з небагатьох, з якими він дозволяє хлопцям регулярно контактувати, дозволяючи Боббі навчити їх стріляти і відстежувати, коли він перебуває у «мисливських поїздках». Іноді Боббі кидав виклик бажанням Джона навчити хлопців більш повсякденній, звичайній діяльності, такі як гра в улов, щоб вони могли відпочити від режиму інтенсивних тренувань. Хоча Джон врешті-решт дистанціювався від інших мисливців або розпався з ними, зокрема Елен Харвелл та Даніелем Елкінсом, він підтримував професійні стосунки з Боббі.
Боббі дебютує у фіналі першого сезону «Devil's Trap» і виявляється старим другом сім'ї Вінчестерів. Сем і Дін звертаються за його допомогою, коли Джона викрадають демони. Зі своєї великої колекції літератури та ресурсів, пов'язаних із надприродним, Боббі показує братам, як створити диявольську пастку — містичні символи, здатні зробити демона безсилим — і пізніше допомагає у вигнанні демона, що володіє Мег Мастерс. Після смерті Джона у прем'єрі другого сезону Боббі дозволяє братам залишатися в його будинку, щоб відпочити та відбудувати нещодавно скалічену Імпалу. Він продовжує допомагати їм, коли вони потребують додаткових знань у своїх полюваннях, рятуючи демонічно одержимого Сема та маючи справу з Обманщиком. У фіналі другого сезону Боббі допомагає Діну знайти зниклого Сема, але вони обоє з жахом спостерігають, як йому смертельно вдарили ножем у спину. . Боббі благає Діна поховати Сема, і він збентежений, коли дізнається, що Дін продав свою душу демону для воскресіння Сема. Коли мисливці дізнаються про план демона Азазеля відкрити ворота диявола — ворота в пекло — вони поспішають зупинити його. Шлюз тимчасово відкритий, випускаючи у світ сотні інших демонів, перш ніж Боббі та Еллен Харвелл знову закриють його .
Боббі допомагає Вінчестерам протягом третього сезону у війні проти демонів, які нещодавно втекли, починаючи з того, що він допомагає їм перемогти Сім Смертних Гріхів у прем'єрі, а також ремонтує Кольт, щоб вони могли зробити для нього нові кулі демон Рубі в епізоді «Місто гріхів». Вінчестери рятують життя Боббі, коли його підліток вводить у кому, використовуючи Dreamroot, щоб увійти в свідомість інших, але це призводить до того, що Бела Талбот — злодій, який бере надприродні артефакти, яких брати закликали допомогти знайти Dreamroot — краде Кольт поки вони непритомні. Боббі допомагає їм вислідити Ліліт — могутнього демона, який тримає контракт на угоду Діна — за ніч до закінчення контракту. Однак вони не можуть її зупинити, і Діна відправляють до Пекла.
Коли Дін загадково повертається до життя через чотири місяці в прем'єрі четвертого сезону «Лазар, що піднімається», Боббі спочатку вважає, що він демон або якийсь інший тип надприродних істот. Після першої спроби вбити Діна, а потім піддавши його численним випробуванням, Боббі допомагає йому возз'єднатися зі своїм братом. Поки Сем пізніше крадеться, щоб таємно відточити свої нові знайдені демонічні здібності, Боббі та Дін проводять ритуал, щоб викликати будь-яку істоту, яка його воскресила. Істота, якою виявився ангел Кастіель, втрачає працездатність Боббі, перш ніж повідомити Діну, що він був врятований з пекла, бо Небо має для нього роботу. Наступний епізод, «Ти там, Боже? Це я, Дін Вінчестер», показує, що Дін повинен зупинити Ліліт, щоб вона не зламала 66 містичних печаток, утримуючи Люцифера у в'язниці.
У «Захопленні» Дін виявляє, що здібності Сема посилились через недавню залежність від крові демонів; у нього є Боббі, який замикає Сема в його панічній кімнаті, захищеній від привидів і демонів, яка знаходиться в підвалі Боббі, щоб вилікуватися від залежності від крові демонів. У наступному епізоді Сем тікає, і, опинившись перед вибором або застрелити його, або відпустити, Боббі обирає останнє. У фіналі четвертого сезону, «Люцифер, що піднімається», Дін розлючений тим, що Сем вирішив стати на бік Рубі — яка годувала Сема її кров'ю, щоб зробити його досить сильним, щоб убити Ліліт — над ним. Незважаючи на заяву Діна про те, що якщо Сем повинен піти, він ніколи не повинен повертатися, Сем вирішує піти з Рубі. Коли Боббі дізнається про ультиматум, він порівнює дії Діна з діями Джона Вінчестера — роками раніше Джон зробив подібну заяву до Сема, що спонукало його відмовитися від полювання та відчужило його від сім'ї. Хоча слова Боббі врешті-решт переконують Діна спробувати звернутися до Сема, ангели перешкоджають йому; вони хочуть розпочати Апокаліпсис, щоб принести світ у світ, коли Люцифер зазнає поразки, а смерть Ліліт є останньою печаткою, що тримає впалого ангела на місці. Не знаючи цього, Сем вбиває її, розв'язуючи тим самим Люцифера. . Боббі зустрічається з братами в прем'єрі п'ятого сезону «Симпатія до диявола», щоб допомогти їм дослідити шляхи перемоги над Люцифером. Коли Сем зізнається, що зламав останню печатку, розгніваний Боббі каже йому «втратити [свій] номер», коли Апокаліпсис закінчиться. Після того, як Дін натрапляє на провідник місця розташування меча, Боббі нападає на нього і виявляється демонічно одержимим. Однак Боббі тимчасово бере на себе контроль і колоє себе ножем Рубі для вбивства демонів. Хоча демон і помирає, Боббі виживає, але через травму залишається параплегіком. В кінці епізоду він говорить Сем, що його попередні коментарі робив демон, і що він ніколи не міг вирвати Сема зі свого життя.
З ослабленими в даний час силами Кастіеля він не може вилікувати травми, перебуваючи в інвалідному візку, починає брати своє наслідки для Боббі. Коли брати натрапляють на відьму, що грає в покер, у фільмі «Цікавий випадок Діна Вінчестера», він розглядає це як шанс повернути свою мобільність і взяти ставку на 25 років свого життя. Хоча він втрачає і починає швидко старіти, Сем і Дін встигають відновити свої втрачені роки. У фільмі «Мертві люди не носять плед» дружина Боббі раптово встає з могили і, здається, є цілком нормальною, разом із безліччю інших людей, похованих на місцевому кладовищі, до своїх відповідних будинків. Сем і Дін намагаються переконати його вбити її, бо вона зомбі, але він відмовляється і наказує їм піти. З часом інші зомбі починають перетворюватися на зло, і Боббі змушений знову вбити свою дружину, щоб також не дати їй змінитися. Після розв'язання всіх зомбі Боббі виявляє, що Смерть організувала ситуацію; оскільки саме він є однією з причин, чому Сем ще не погодився бути судном Люцифера, Вершник спробував зламати дух Боббі. Хоча Дін намагається його втішити, вказуючи, що він знову побачив свою дружину, Боббі зазначає, що це лише погіршило її смерть у тисячу разів .
Врешті-решт брати дізнаються, що кільця Чотири Вершники можуть бути використані для ув'язнення Люцифера., і їм вдається зібрати три до епізоду «Дві хвилини до півночі». Все ще потребуючи кільця Смерті, Боббі продає свою душу Кроулі — могутньому демону, який також хоче зупинити Люцифера — в обмін на знання остаточного місця перебування Вершника. Кроулі обіцяє повернути свою душу, коли запобігти запобіганню Апокаліпсису, тим часом зберігаючи його, щоб гарантувати свою безпеку від Вінчестерів. Коли угода була укладена, демон показує, що він додав у секретному пункті, щоб відновити мобільність Боббі. Потім екстатичний Боббі приєднується до Сема та Кастіеля з метою зупинити поширення вірусу Хорваті у всій країні. У фіналі п'ятого сезону Сем вирішує дати згоду на Люцифера, сподіваючись, що він зможе зберегти контроль досить довго, щоб кинутись до в'язниці Люцифера. Однак впавший ангел моментально завалить своє нове судно і телепортується з кільцями. Боббі та Кастіель втрачають віру у свою мету, але Дін переконує їх продовжувати боротьбу. Вони дізнаються місце проживання судимого поля бою від пророка Чака і прибувають саме тоді, коли Люцифер і Майкл готуються до бою. Розлючений Люцифер вбиває Боббі та Кастіеля, коли вони втручаються, а потім бачить Діна. Сем може відновити контроль над своїм тілом і використовує кільця, щоб ув'язнити себе і Майкла. Після закінчення Апокаліпсису Бог воскрешає Кастіеля, який, у свою чергу, повертає Боббі до життя.
Сем, занепокоєний повідомленнями про те, що психологічний збиток, який зазнає його душа під час катування Люцифером, знищить його, якщо його відновити в його тілі, намагається вбити Боббі в «Призначенні в Самаррі» в рамках ритуалу, щоб не дати душі повернутися йому, але Боббі легко прощає Сема після відновлення його душі, визнаючи, що Сем не несе відповідальності; хоча спочатку йому незручно навколо його дій. Потім Боббі співпрацює з Вінчестерами у відстеженні Єви, матері всіх монстрів, коли її звільняють з Чистилища за допомогою ритуалу, який виконують дракони, навіть після того, як їх перша спроба призвела до того, що Боббі був одержимий мозку, який керував Єва, а також у смерті свого давнього друга та наставника Руфуса у фільмі «І тоді їх не було».
Після результатів місії подорожі в часі, коли брати і Боббі придбали попіл фенікса, необхідний для вбивства Єви, вони ліквідували її в «Мамі найдорожчій». Вони також усвідомлюють, що Кастіель обманював їх, і в «Людині, яка б стала королем» висновок про те, що він співпрацював з Кроулі, щоб відкрити Чистилище, намагаючись набути сили душ, що знаходяться в ньому, щоб використовувати їх у громадянській війні на Небі. Незважаючи на всі зусилля, Дін, Сем і Боббі не зуміють зупинити Кастіеля, який використовує душі Чистилища, щоб піднятися на богоподібний рівень у фіналі шостого сезону.
Хоча він спочатку допомагає Вінчестерам у 7 сезоні у їхній боротьбі проти Левіафанів — оригінальних творінь Бога, затриманих тисячоліттями в Чистилищі, поки Кастіель їх ненавмисно не звільнив — незважаючи на руйнування його будинку, навіть визначаючи вразливість своїх нових ворогів до хімічної речовини Боракс, Боббі врешті-решт вистрілює в голову Дік Роман у фільмі «Як завоювати друзів і вплинути на монстрів». Наступний епізод «Двері смерті» він проводить у комі, намагаючись пробудитись, щоб розкрити задум Левіатана. Незважаючи на зусилля, щоб врятувати його, Боббі вирівнює поранення; останнє його слово — «idjits» (sic, idiots) до Сема та Діна після передачі послідовності цифр. Епізод закінчується тим, що жнець запитує Боббі, чи не стане він привидом або перейде в потойбічний світ. Вказується, що він залишався примарою, щоб допомагати хлопцям, як це було з часів його смерті, коли необхідна їм інформація незрозуміло стає для них відомою, але спочатку вони не змогли ні підтвердити, ні спростувати можливу присутність Боббі. Під час «Party On, Garth» Сем розповідає, що намагався використовувати дошку для спілкування, щоб зв'язатися з ним, якщо він все ще поруч, але відповіді не отримав. Однак Гарт реєструє високі показники на електромагнітному детекторі навколо старої колби Боббі, і коли Діну потрібен був меч, щоб убити шоджо, він незрозуміло ковзнув по землі до нього, змусивши його повірити, що Боббі йому допоміг. В кінці епізоду дух Боббі можна побачити в номері мотеля брата, і він дратується, коли Дін заходить, дивиться прямо на нього і не бачить його, натомість хапає його за колбу.
У фільмі «Важливого значення» аудиторія повністю усвідомлює привидне існування Боббі, і епізод обертається навколо його власного паралельного розслідування з Вінчестерами будинку з привидами. Коли Енні Хокінс, друг мисливця трьох, кличе на допомогу перед тим, як її вбиває привид будинку, Боббі йде за Вінчестерами через колбу і виявляє Енні мертвою з незліченною кількістю інших привидів, які не можуть рухатися з місця смерті. Вирішивши дістати інформацію, Боббі вчиться маніпулювати фізичними предметами і спрямовує Діна та Сема у правильному напрямку, і вони здатні знищити привид, що переслідує будинок, ще до того, як привид міг знищити Боббі. В кінці епізоду, прийнявши повернення Боббі, Боббі тепер повністю видимий Вінчестерів і пояснює їм, як він вирішив залишитися позаду; вибір Дін важко приймає.
Після їх возз'єднання Боббі пояснює кінцеву гру Діка Романа для людства; вилікувати людство від усіх його хвороб, перш ніж пасти їх як худобу для годування левіафанів. У розпал його пояснень брати отримують електронний лист від загиблого Френка Деверо, який повідомляє їм, що його жорсткий диск, який знаходиться у Романа в його штаб-квартирі, в даний час зазнає кібернетичної атаки і призведе до компрометації їхніх нових псевдонімів та безпечних будинків . Поки Боббі намагається переконати Вінчестерів прислати його колбу, брати стурбовані тим, що його ненависть до Романа скомпрометує операцію і залишить його поза увагою. Хакер, відповідальний за злом жорсткого диска Деверо, Шарлін Бредбері, стає свідком того, як Левіафан їв і клонував свого боса, і його швидко вдається завербувати для допомоги братам проти Левіафанів. Поки операція успішна — витирання жорсткого диска, злом облікового запису електронної пошти Романа та перехоплення важливого пакету — Шарлін не може вчасно втекти з будівлі. Боббі, просочивши флягу до її сумки, розтріскує двері і починає нападати на Левіафанів, порушуючи Шарлін руку в процесі, що призводить до стурбованої дискусії між братами щодо самоконтролю Боббі. Пізніше Боббі повертається після того, як йому довелося трохи зарядитися, і описує себе як «сильнішого, ніж будь-коли». Боббі стає все більш розчарованим у фільмі «Буде кров», який лише підживлює його швидкозростаючу лють і перетворює його більше на мстивого духу, що завершується його служінням служницею, яку він використовує, щоб піти помститися Діку. У фіналі сьомого сезону, «Виживання найсильніших», Сем намагається його зупинити, але Боббі вже не повністю контролює себе і ледь не задушить Сема до смерті. Розуміючи, що він робить, він повертає контроль і залишає тіло покоївки. Тепер, знаючи небезпеку того, що він знову втратить контроль, Боббі просить Сем і Дін спалити його колбу. Вони неохоче роблять це, змушуючи його привид зникнути.
Далі Боббі з'являється у епізоді восьмого сезону «Водій таксі», в якому Сем і Дін дізнаються від неправдивого жнива Аджея, що замість того, щоб піти на Небо, коли його колбу спалили, Боббі за наказом Кроулі був доставлений до Пекла. Потребуючи врятувати невинну душу і випустити її на Небо, щоб завершити друге випробування, щоб закрити Ворота Пекла, Сем вирушає в Пекло і знаходить Боббі, який спочатку вважає, що він демон, оскільки його мучать демони, які прикидаються Семом і Діном весь час, але Сем переконує його особистими даними, відомими лише йому та Діну. Двоє втікають у Чистилище, але виявляють, що Аджай-Жнець відсутній (був допитаний і вбитий Кроулі). За допомогою вампіричного друга Діна Бенні Сем повертається на Землю з душею Боббі, але коли Боббі відправляється піднятися на Небо, він потрапляє в пастку Кроулі, який хоче повернути його до Пекла, щоб покарати за «шкоду», яку він мав. зроблено з демонами в його мисливській кар'єрі. Однак ангел Наомі втручається, відганяє Кроулі і дозволяє Боббі піднятися на належне йому місце на Небі, завершуючи тим самим друге випробування.
Під час десятого сезону в епізоді «Inside Man», Боббі відпочиває на Небі, коли Сем і Кастіель звертаються до нього через сеанс, щоб допомогти вирвати Метатрон з в'язниці Неба. Хоча він відчуває себе іржавим, Боббі погоджується і рятується від свого Неба, випускаючи всіх інших Співаків Боббі, щоб створити відволікання. Боббі потрапляє Кастіель на Небо і допомагає йому звільнити Метатрон, перш ніж повернутися на своє Небо. Він залишає записку з Кастіелем для Сема, в якій каже, щоб він не припиняв шукати ліки для знака Каїна, а перестав брехати про це Діну. Він також заявляє, що допомогти ще раз було найвеселішим, що він мав на Небі, і він прийме будь-яке покарання за свої вчинки. Повернувшись на своє Небо, Боббі дивиться на його фотографію, Сема та Діна на його старому санітарному дворику, коли Ханна та кілька інших ангелів приходять за ним на покарання.
В одинадцятому сезоні «Безпечного будинку» Сем і Дін розслідують будинок, де Боббі та Руфус працювали у справі приблизно в 2008 або 2009 роках, поки Вінчестери полювали на Ліліт, щоб зупинити Апокаліпсис. Під час справи двоє чоловіків зіткнулися з монстром, який змусив людей впасти у таємничі коми і померти, діючи як привид. Врешті-решт Боббі визнав монстра Пожирачем душ, монстром, який краде душі людей і бере їх у своє гніздо в кишеньковому вимірі. Боббі раніше стикався з Пожирачем Душ і потрапляв у пастку, і вони з Руфусом можуть захопити того, хто знаходиться в будинку, який вони розслідують. Однак Боббі ненадовго стає жертвою монстра і транспортується до його гнізда, поки його тіло заволодіне монстром, щоб напасти на Руфуса, який здатний завершити пастку. Зараз пастка випадково розбивається під час ремонту будинку, і Вінчестери стикаються з самим Пожирачем Душ. Вінчестери здатні вбити Людожера, але душа Діна також переноситься в гніздо, місце поза часом і простором. За кілька мит до того, як душі визволять душі з гнізда, смерть Пожирача душ, Дін і Боббі коротко бачать одне одного і залишаються здивованими, чи був досвід справжнім у відповідні періоди часу. Після вбивства Пожирача Душ, з яким зіткнулись Боббі та Руфус, Вінчестери повертаються до дому, який Боббі раніше вклав у пастку Пожирача Душ і вбив цього монстра, аби закінчити стару справу Боббі за нього.

## Апокаліптичний світ
У фіналі дванадцятого сезону «По всій сторожовій башті» розрив між Всесвітом Вінчестерів та постапокаліптичним світом, який називають Світом Апокаліпсису, відкривається майбутнім народженням сина Люцифера Нефіліма Джека. Після переходу в цю реальність Кастіель рятується від демона альтернативною версією реальності Боббі Сінгера, якому показано, що він полює як на ангелів, так і на демонів, використовуючи зброю, виготовлену з перероблених клинків ангела. Пізніше Кастіель повертається до Світу Апокаліпсису разом із Вінчестерами, які приголомшені бачать Боббі. Боббі пояснює Вінчестерів історію Світу Апокаліпсису і забезпечує Діна кулеметом, зарядженим кулями, що вбивають ангелів, для боротьби з Люцифером. Пізніше з'ясувалося, що Боббі запросили повернутися з ними, але він відмовився, оскільки знав, що потрібен у своєму світі.
У тринадцятому сезоні в «Добрих намірах» Мері Вінчестер і Нефілім Джек зустрічаються з альтернативною реальністю Боббі після втечі з-під опіки архангела Майкла. Боббі приголомшений зустріччю з Мері, коли він знав її мертву колегу, але приймає двох. Боббі виявляється лідером однієї з останніх людських колоній на Землі, захищаючи її від війни ангелів за геноцид. Виявляючи багато схожості з Боббі Сем і Дін знав, Боббі згадує з Мері про свого колегу, ненавмисно виявляючи в процесі, що різне рішення, прийняте альтернативною Мері, призвело до створення Світу Апокаліпсису. Обговорюючи свою зустріч з Вінчестерами, Боббі виявляє таку ж прихильність до них, як і його колега, і висловлює переконання, що, хоча світ Вінчестерів має їх захищати, Світ Апокаліпсису має лише Боббі. Боббі розлючений одкровенням, що Джек є нефілімом і вирішив вислати його з колонії. Однак ангели на чолі із Захарією атакують, і Боббі відмовляється від допомоги Джека. Свідки Боббі Джек вбиває Захарію та ще трьох ангелів, рятуючи колонію, незважаючи на те, що Боббі відмовився від нього. Допомога Джека отримує його прийняття Боббі, і Джек вирішує, що, щоб врятувати Боббі та вижилих людей у Світі Апокаліпсису, він повинен вбити Майкла, рішення, яке приголомшує Боббі.
Зрештою, Боббі та інші люди, які вижили у світі Апокаліпсису, вирішили супроводжувати Вінчестерів у свій світ, де вони оселились у бункері та почали будувати собі нове життя. Боббі також починає складати стосунки з Мері, виявляючи в процесі, що на відміну від «нашого» Боббі, він та його дружина мали дитину, але після смерті дружини Боббі був відокремлений від свого сина Даніеля після початку Апокаліпсису, з смерть від рук ангелів, залишаючи Боббі все більше зосередженим на полюванні.